# Second Thomas Shoal
Second Thomas Shoal, på kinesiska Renai Jiao är  en atoll bland Spratlyöarna i Sydkinesiska havet. Filippinerna betraktar det som sitt territorium och  är militärt närvarande. Andra länder som gör krav på området är Kina och Taiwan.